# Mount Arrowsmith, Antarktis
Mount Arrowsmith är ett berg i Antarktis. Det ligger i Östantarktis. Nya Zeeland gör anspråk på området. Toppen på Mount Arrowsmith är 954 meter över havet.
Terrängen runt Mount Arrowsmith är huvudsakligen kuperad, men åt nordväst är den bergig. Trakten är obefolkad. Det finns inga samhällen i närheten. 